# الشهر الوطني للتوعية بتوظيف الأشخاص ذوي الإعاقة
شهر التوعية الوطني بتوظيف الأشخاص ذوي الإعاقة تم الإعلان عنه في عام 1988 من قبل الكونغرس الأمريكي ليكون في شهر تشرين الأول، بهدف زيادة الوعي باحتياجات التوظيف ومساهمات الأفراد من جميع أنواع الإعاقات. هذا الشهر هو امتداد لأسبوع "توظيف المعوقين جسدياً الوطني" الذي كان يُحتفل به في الأسبوع الأول من تشرين الأول ابتداءً من عام 1945.
وفي عام 1962، تم حذف كلمة "جسدياً" من اسم الأسبوع، للاعتراف باحتياجات التوظيف ومساهمات الأفراد ذوي الإعاقات بجميع أنواعها.
يُحيي الأمريكيون شهر التوعية الوطني بتوظيف الأشخاص ذوي الإعاقة من خلال تكريم إنجازات الأشخاص ذوي الإعاقة الذين تساهم أعمالهم في الحفاظ على قوة اقتصاد الأمة، ومن خلال تجديد التزامهم بضمان تكافؤ الفرص لجميع المواطنين.

## الأصل
في عام 1945، سعت الحكومة الأمريكية إلى توعية الجمهور بالقضايا المتعلقة بالإعاقة والتوظيف. في ذلك العام، أقرّ الكونغرس القانون العام رقم 176، والذي أعلن أن الأسبوع الأول من تشرين الأول من كل عام سيكون أسبوع "توظيف المعوقين جسديًا الوطني". وفي عام 1962، تم حذف كلمة "جسديًا" من الاسم للاعتراف باحتياجات التوظيف ومساهمات الأفراد ذوي الإعاقات بجميع أنواعها.
وفي عام 1988، وسّع الكونغرس نطاق الاحتفال من الأسبوع الأول إلى كامل شهر تشرين الأول، وغيّر الاسم إلى "شهر التوعية الوطني بتوظيف الأشخاص ذوي الإعاقة".

## التاريخ
قانون إعادة التأهيل لعام 1973 يمنع أي مؤسسات عامة تتلقى أموالًا فدرالية من التمييز على أساس الإعاقة. وبعد ذلك بسنتين فقط، في عام 1975، تم إقرار قانون التعليم لجميع الأطفال المعاقين، الذي يلزم المدارس العامة التي تقبل التمويل الفدرالي بتوفير تعليم متساوٍ وإتاحة الوصول للتعليم للأطفال ذوي الإعاقة. بعد سنوات، في عام 1990، وقع الرئيس بوش على قانون الأمريكيين ذوي الإعاقة (ADA)، الذي يضمن حق الوصول ويمنع التمييز ضد الأفراد ذوي الإعاقات الجسدية أو العقلية.
في عام 2000، وقع الرئيس كلينتون أمرًا تنفيذيًا يطلب من الحكومة الفدرالية توظيف 100,000 شخص من ذوي الإعاقة خلال السنوات الخمس التالية. وأخيرًا، أنشأ الكونغرس مكتب سياسة توظيف الأشخاص ذوي الإعاقة داخل وزارة العمل.

## المبادرات
تحت وزارة العمل الأمريكية يوجد مكتب سياسة توظيف الأشخاص ذوي الإعاقة. أنشأ هذا المكتب مبادرة توظيف الأشخاص ذوي الإعاقة (DEI) التي تهدف إلى تحسين فرص التعليم والتدريب والتوظيف والنتائج للشباب والبالغين من ذوي الإعاقة الذين يعانون من البطالة أو نقص التوظيف و/أو يتلقون إعانات الضمان الاجتماعي للإعاقة. من خلال هذه المبادرة، هناك 70 منسقًا لموارد الإعاقة. بالإضافة إلى قادة المشاريع في الولايات، يعملون على تعزيز قدرات مراكز العمل الأمريكية على أمل زيادة فرص التوظيف للأشخاص ذوي الإعاقة.

### جورجيا
- تمويل مستشار بدوام كامل مكرس لتعظيم النتائج الإيجابية للباحثين عن عمل من ذوي الإعاقة والعاملين منهم.

### كاليفورنيا
- الشراكة مع مدربين محليين في مجال قيادة الشاحنات لمساعدة الأشخاص ذوي الإعاقة وأصحاب العمل من خلال برنامج تدريب داخلي (تدريب عملي).

### ماساتشوستس
- الشراكة مع بعض المنشآت الصحية المحلية إلى جانب بعض كليات المجتمع لمساعدة الأشخاص ذوي الإعاقة على اكتساب المهارات، على أمل مساعدتهم لاحقًا في الحصول على فرص عمل.

### كونيتيكت
- تنظيم معارض توظيف بهدف خلق روابط بين الشركات والأشخاص ذوي الإعاقة، على أمل أن تؤدي إلى حصول الباحثين عن عمل من ذوي الإعاقة على فرص وظيفية.

### (آيوا)
- معارض مهنية يكون فيها الباحث عن عمل خلف الطاولة يروّج لطموحه الوظيفي ويعرض مهاراته أمام أصحاب العمل المحتملين.

### كاليفورنيا
- اتفاقية "الشراكة بلس" تضمن أن مراكز العمل الأمريكية المختلفة قادرة على تقديم خدمات كاملة لعملاء إعادة التأهيل المهني.

### نيويورك
- "حاملو التذاكر"، وهم الأشخاص الذين "يقدمون خدمات دعم التوظيف للمستفيدين"، يُعلَّمون كيفية التعرف على مخاوفهم وفقدانهم للمزايا.[7]

## الأرقام
بين الأشخاص غير المقيمين في المؤسسات والذين تبلغ أعمارهم 16 سنة فأكثر، تبلغ نسبة المشاركة في سوق العمل 62.7%، بينما لا تشكل الأشخاص ذوي الإعاقة منهم سوى 19.5% فقط.